# Municipio de Oto
El municipio de Oto (en inglés: Oto Township) es un municipio ubicado en el condado de Woodbury en el estado estadounidense de Iowa. En el año 2010 tenía una población de 286 habitantes y una densidad poblacional de 3,07 personas por km².

## Geografía
El municipio de Oto se encuentra ubicado en las coordenadas 42°15′2″N 95°50′0″O / 42.25056, -95.83333. Según la Oficina del Censo de los Estados Unidos, el municipio tiene una superficie total de 93.28 km², de la cual 93,1 km² corresponden a tierra firme y (0,19 %) 0,18 km² es agua.

## Demografía
Según el censo de 2010, había 286 personas residiendo en el municipio de Oto. La densidad de población era de 3,07 hab./km². De los 286 habitantes, el municipio de Oto estaba compuesto por el 97,55 % blancos, el 0,35 % eran amerindios, el 0,7 % eran asiáticos, el 0,35 % eran de otras razas y el 1,05 % eran de una mezcla de razas. Del total de la población el 3,5 % eran hispanos o latinos de cualquier raza.